# The Allman Brothers Band (album)
Albums de The Allman Brothers Band
Idlewild South
The Allman Brothers Band, sorti en 1969, est le premier album du groupe de rock sudiste The Allman Brothers Band.
L'album connut un succès cantonné aux états du sud des États-Unis. Malgré un accueil commercial mitigé, l'album contient de solides morceaux blues rock. Les titres Dreams et Whipping Post annoncent la future direction artistique du groupe qui le mènera au succès. Ces deux morceaux deviendront des incontournables des prestations scéniques du groupe.
Whipping Post est unanimement considéré comme un titre-clé dans l'histoire du rock. Le Rock and Roll Hall of Fame l'a officiellement inclus dans sa liste des 500 titres qui ont forgé le Rock and Roll.
L'album fut réédité en 1973 sous la forme d'un double album (avec le second album Idlewild South) nommé Beginnings (Atco SD 2-805). L'album fut réédité au format CD en 1997 (Capricorn 314-531257-2).

## Pistes
| No | Titre                                  | Durée |
| -- | -------------------------------------- | ----- |
| 1. | Don't Want You No More (Davis, Hardin) | 2:26  |
| 2. | It's Not My Cross to Bear (Allman)     | 5:03  |
| 3. | Black Hearted Woman (Allman)           | 5:10  |
| 4. | Trouble No More (Waters)               | 3:47  |
| 5. | Every Hungry Woman (Allman)            | 4:16  |
| 6. | Dreams (Allman)                        | 7:20  |
| 7. | Whipping Post (Allman)                 | 5:16  |

## Personnel
- Duane Allman : slide guitar et lead guitar
- Gregg Allman : chant, orgue
- Dickey Betts : lead guitar,
- Berry Oakley : basse, chœur
- Butch Trucks : batterie
- Jai Johanny "Jaimoe" Johanson : percussions, congas